# Aadorf
Aadorf là một đô thị ở huyện Frauenfeld, bang Thurgau, Thụy Sĩ. Lãnh thổ đô thị này được mở rộng năm 1996 khi các đô thị kế bên Aawangen, Ettenhausen, Guntershausen bei Aadorf và Wittenwil được sáp nhập.